# Pfalz D.III
A Pfalz D.III német gyártmányú vadászrepülőgép volt az első világháborúban. Bár a pilóták az Albatros és Fokker repülőket jobban kedvelték, a Pfalz D.III-at széleskörűen alkalmazta a német légierő 1917 vége és 1918 közepe között. A háború után gyakorló repülőgépként használták. 

## Története

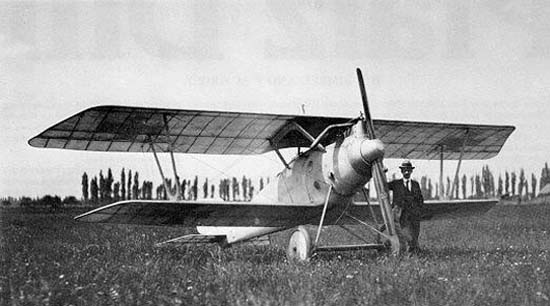
A Pfalz D.III prototípusa (1917 április

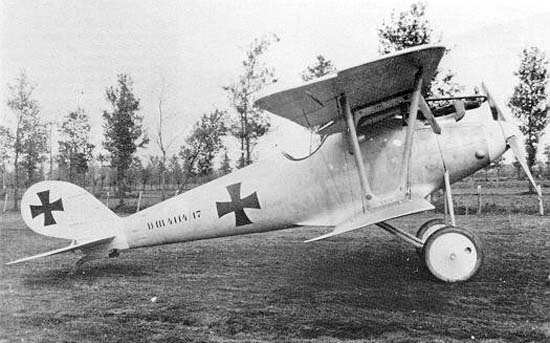
A császári haditengerészet egyik Pfalz D.III-asa

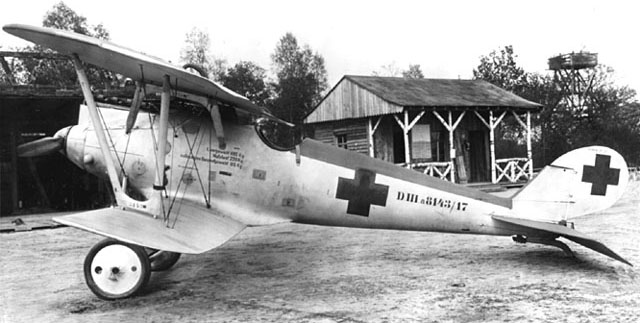
Walter Evers főhadnagy Pfalz D.IIIa típusú repülőgépe

A világháború előtt a Pfalz Flugzeugwerke egyfedelű Morane-Saulnier-eket készített licenc alapján. A légierő ezeket Pfalz A- és E-sorozatszámok alatt regisztrálta. 1916-ban a gyár megvásárolta a Roland D.I és D.II licencét és szeptemberben megkezdte gyártásukat (előbbiből 20, utóbbiból 200 db készült). Novemberben új főmérnököt vettek fel, Rudolph Gehringert. Gehringer azonnal megkezdte a munkát egy teljesen új vadászrepülőgép tervein: a prototípus 1917 áprilisában készült el. A Rolandokhoz hasonlóan a D.III-nak egyhéjú (monocoque) törzse volt, vagyis a szokásos favázra erősített furnérborítás helyett hajlított rétegelt falemezből készült, amitől a törzs erősebb, könnyebb és áramvonalasabb lett. A módszer azonban munkaigényesebb és drágább is volt és a törzs idővel, a nedvesség beszívásával hajlamos volt a vetemedésre, amitől romlottak repülési képességei. A szárnyakon a csűrőlapok az akkor már elterjedt acél helyett fából készültek.
A légierő ígéretesnek ítélte a prototípust és leállíttatta a Rolandok gyártását. Az első Pfalz D.III változatból 70-et rendeltek, majd kisebb változtatások után (mint kormány méretének növelése) újabb 300-ra adtak rendelést.
1917 augusztusában megérkeztek a frontra az első Pfalz D.III-asok. Először a Jasta 10 (10. repülőszázad) kapott belőlük, utána a Jasta 4. A pilóták jobbnak ítélték ugyan, mint a Rolandokat, de többre tartották nála az Albatros D.III és D.V típusokat. Úgy vélték, hogy az Albatrosokhoz képest a Pfalzot nehézkesebb irányítani, lassúbb, motorja gyengébb és rosszabb az emelkedése. Kanyarodáskor hajlamos volt "megcsúszni", így nagyon alacsonyan repülve fennállt a földnek csapódás veszélye a kanyarokban. Időnként belassult és túl könnyen megpördült, bár ez utóbbi tulajdonságát a tapasztalt pilóták fel tudták használni az ellenség előli kitérésre.
Előnye robusztus felépítése és szilárd szárnyszerkezete volt. Az Albatrosok szárnytartói hajlamosak voltak a törésre; ezzel szemben a Pfalz alkalmas volt a nagy magasságból indított zuhanótámadásokra. Ezt főleg megfigyelőléggömbök ellen lehetett jól alkalmazni, mert az őket védő légvédelmi ágyúk a ballon magasságára voltak beállítva.

### D.IIIa
A legfőbb panasz a repülőgép ellen az volt, hogy a géppuskákat beépítették a törzsbe, így ha elakadtak, a pilóta nem tudta megjavítani őket repülés közben. Ezt a megoldást még a Rolandoktól örökölte. A gyár 1917 novemberében kihozta a D.IIIa-t, ahol a géppuskákat már a törzs felső borítására szerelték. Ezenkívül megnagyobbították a vízszintes vezérsíkot, kissé levágtak az alsó szárny végéből és erősebb motort szereltek bele.
A Pfalz kb 260 D.III-at és 750 D.IIIa-t gyártott. Többségüket a bajor repülőszázadok kapták. Az utolsó sorozat 1918 májusában készült el (ebből néhányat Törökország kapott), utána átváltottak a D.XII előállítására.
1918. április 30-án még 433 D.IIIa volt szolgálatban; augusztus végére ez 166-ra csökkent. Egy részüket átirányították a pilótaiskolákba, de kb. 100 a fegyverletételig frontszolgálatban maradt. A Pfalz D.III-ból egyetlen eredeti példány sem maradt fenn, de készült róla néhány másolat.

## Rendszeresítő országok
- Német Birodalom
- Oszmán Birodalom

## Műszaki paraméterei
- személyzet: 1 fő
- szárnyfesztávolság: 9,4 m
- szárnyfelület: 22,17 m²
- törzshossz: 6,95 m
- magasság: 2,67 m
- üres súly: 695 kg
- felszállósúly: 933 kg
- maximális sebesség: 165 km/h

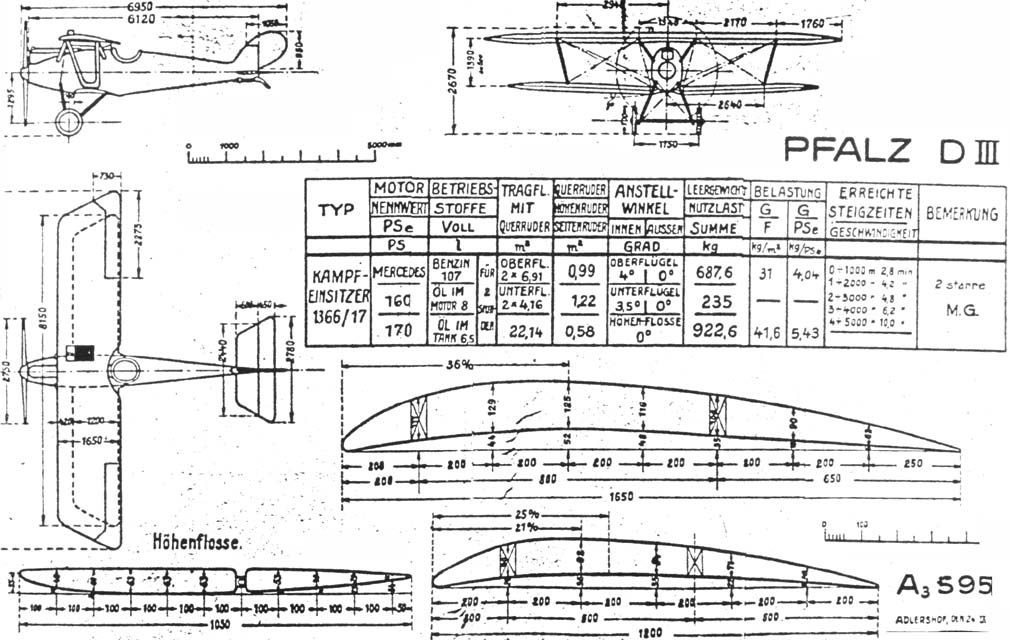
A Pfalz D.III műszaki rajza

- hajtómű: 1 db 180 lóerős hathengeres, soros, vízhűtéses Mercedes D.IIIa motor
- fegyverzet: 2 db 7,92 mm-es LMG 08/15 Spandau géppuska

## Fordítás
- Ez a szócikk részben vagy egészben  a   Pfalz D.III című angol Wikipédia-szócikk ezen változatának fordításán alapul.  Az eredeti cikk szerkesztőit annak laptörténete sorolja fel. Ez a jelzés csupán a megfogalmazás eredetét és a szerzői jogokat jelzi, nem szolgál a cikkben szereplő információk forrásmegjelöléseként.